# Reuschen

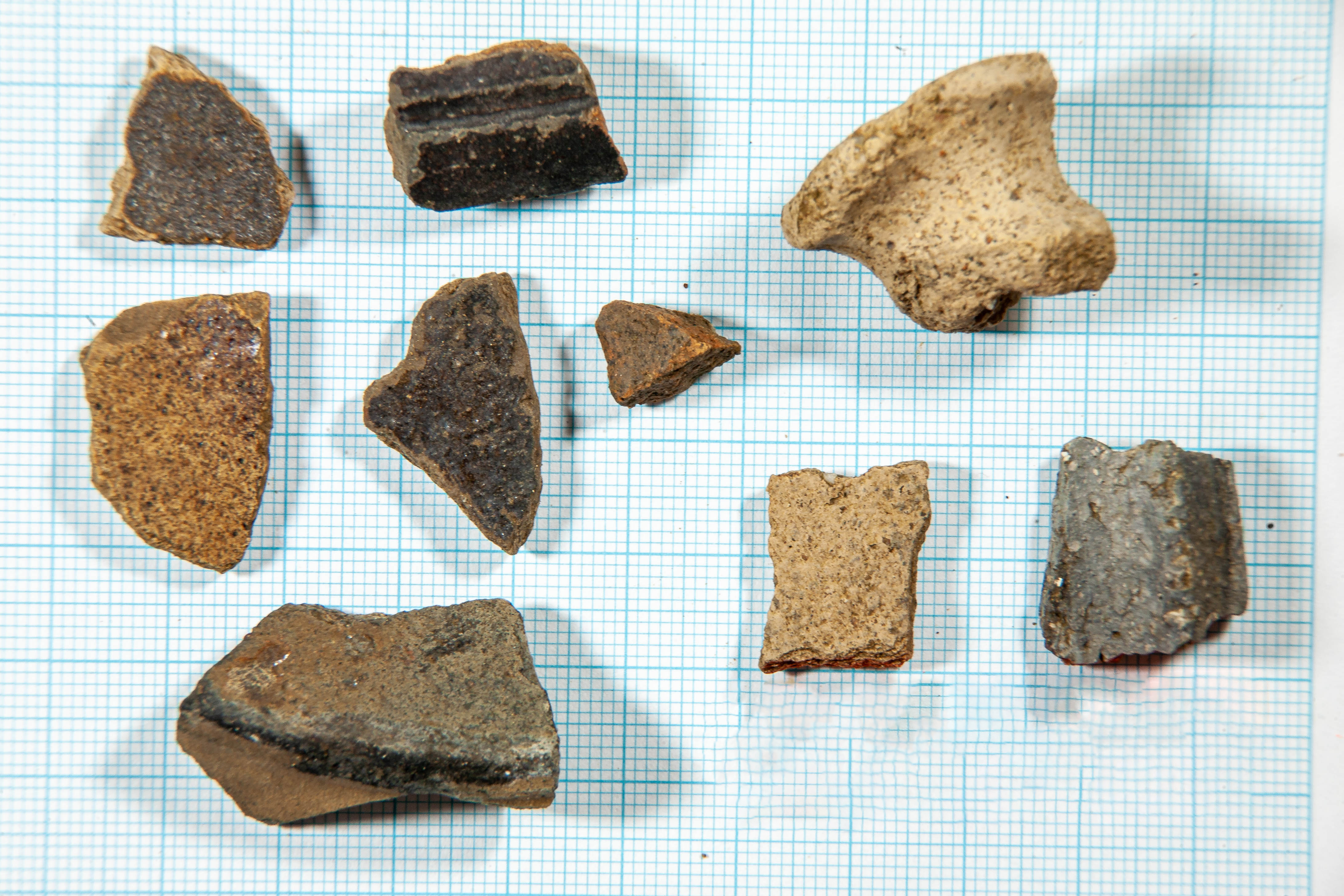
Scherbenfunde einer Feldbegehung im März 2020 – Die Fotos zeigen Scherben oxidierend gebrannter Drehscheibenware. Zeitstellung: Spätmittelalter / Frühe Neuzeit. Inventarnummer BLfD: E-2020-525-3-0-1

Reuschen ist eine Wüstung im Gemeindegebiet der Stadt Schauenstein im oberfränkischen Landkreis Hof in Bayern.
Reuschen wurde 1386 und 1388 beim Verkauf der Besitzungen der letzten Wolfstriegel an den Burggrafen Friedrich von Nürnberg urkundlich erwähnt. Im Jahr 1393 und im Lehenbuch des Burggrafen Johann von 1408 erscheint Reuschen wie auch Lauterbach bereits als Wüstung.
Der Ortsname Reuschen findet sich im Rauschenbach und dem Rauschenberg wieder. 

## Lage
Reuschen lag südlich von Neudorf an einer Altstraße, die als Helmbrechtser Weg bekannt ist und das östlich von Volkmannsgrün gelegene sumpfige Gelände in Richtung Rauschenberg umging. Über eine Furt gelangte man in Richtung Volkmannsgrün. Am Weg nach Adlanz zweigt bei der Vorderen Loh ein Nebenweg in Richtung Rauschenberg ab. 
Am sogenannten Reuschenweg hangabwärts zum Rauschenbach wurden beim Einebnen von Hügeln „Bausteine, verkohlte Balken und Tonscherben“ gefunden. Der genaue Fundort ist heute nicht mehr bekannt. 
Die Flurnamenforscher und Lehrer Ludwig Flechtner und August Reitzenstein haben Reuschen etwas weiter südlich am Osthang des Berges am Weg an der Grenze zu Adlanz verortet. 

## Funde
In den Akten des Bayerischen Landesamts für Denkmalpflege auf Schloss Seehof sind Scherbenfunde dokumentiert, die Reuschen oder der weiter nördlich lokalisierten Wüstung Lauterbach zugeordnet werden. 
Weiterhin liegen aus Flur Loh Lesefunde des Spätmittelalters und der frühen Neuzeit vor, die über das aus den Schriftquellen postulierte Siedlungsende um 1400 hinaus weisen. Entweder es bestanden einzelne Höfe, die nicht dem Burggrafen Johann unterstanden noch länger, oder die Funde gehören dem sogenannten Scherbenschleier an, der durch eine Mistdüngung entstand.
Nur eine einzelne Scherbe mag der Silberglimmerware angehören, wie sie für das nordöstliche Franken im Hochmittelalter typisch ist.

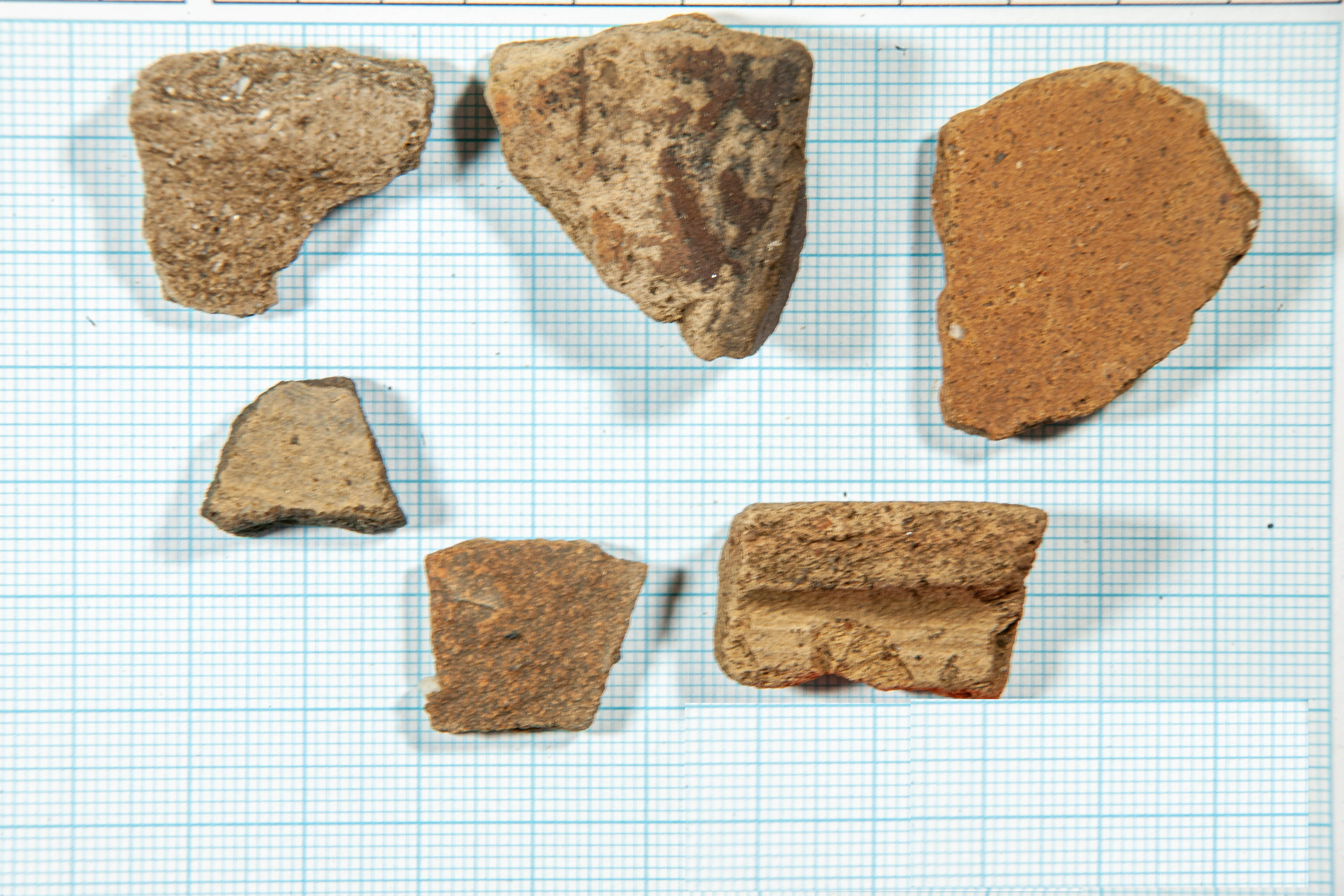
Scherbenfunde einer Feldbegehung im März 2020
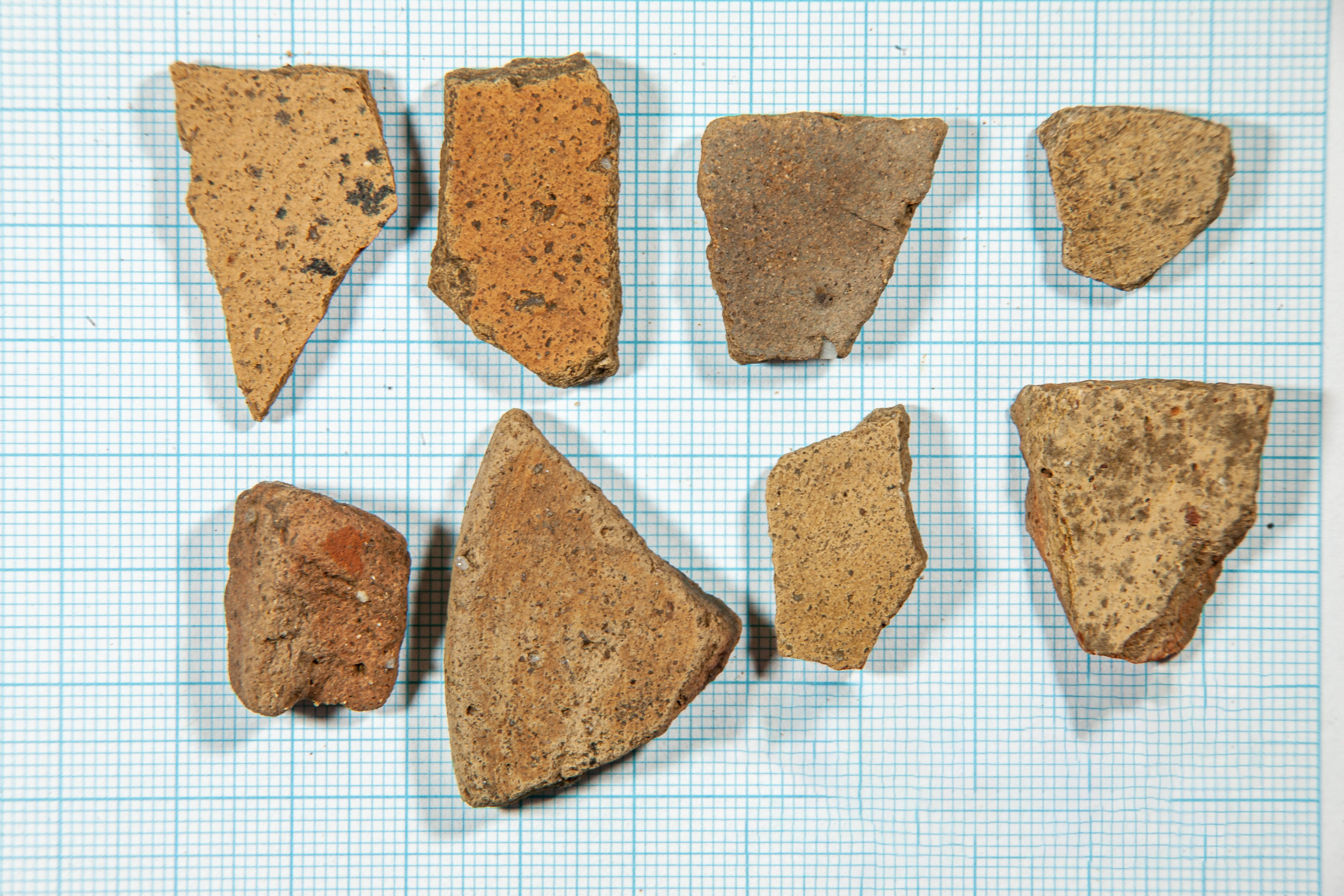
Scherbenfunde einer Feldbegehung im März 2020